# Гудци
Гудци су насељено место у саставу Града Велике Горице, у Туропољу, Република Хрватска.

## Становништво
| Националност       | 1991.        |
| Хрвати             | 182 (98,37%) |
| Срби               | 0            |
| Југословени        | 0            |
| остали и непознато | 3 (1,62%)    |
| Укупно             | 185          |